# باربارا فلاین
باربارا فلاین (به انگلیسی: Barbara Flynn) (زاده ۵ اوت ۱۹۴۸) بازیگر انگلیسی است.
از فیلم‌های معروف او می‌توان به بازی در فیلم خانم پاتر اشاره کرد.